# Орхиэктомия
Орхиэктомия (синоним: орхидэктомия; от др.-греч. ὄρχις — яичко и ἐκτομία — удаление) — операция удаления яичек. Применяется прежде всего при необходимости снизить продукцию мужских половых гормонов (в частности — тестостерона), при злокачественных новообразованиях мужских половых органов (в частности — предстательной железы), а также при коррекции пола.

## Техника
Процедура, как правило, выполняется хирургом-урологом под местной или общей внутривенной анестезией. Она является одной из наиболее простых хирургических операций, пациент может уйти домой через несколько часов или на следующий день.
1. Сбриваются волосы в паху и на мошонке, операционное поле моется и дезинфицируется.
2. Пенис прибинтовывается к животу, при использовании местного обезболивания в мошоночный шов вводится анестетик.
3. По мошоночному шву проводится разрез длиной 2—6 см, из него выводится яичко с семенным канатиком.
4. Семенной канатик пережимается, перевязывается шовным материалом и пересекается. Таким образом удаляется яичко. Культя канатика опускается назад в мошонку.
5. Процедура повторяется со вторым яичком. На мошонку накладывается шов.

Разрез также может проходить в паховой области. Вся операция занимает время от получаса до полутора часов. Через день проводится проверка швов на кровоточивость и наличие воспаления и перевязка. Швы снимаются через семь-десять дней, окончательное заживление происходит примерно ко второй неделе.

## Применение при коррекции пола
Обычно при орхиэктомии удаляются только яички, а мошонка оставляется. У транс-женщин наличие и целостность кожи мошонки важны для создания половых губ и формирования некоторых частей вагины при вагинопластике.
При орхиэктомии, даже если мошонка сохраняется, возможны повреждения её кожного покрова. Это является причиной того, что часть хирургов, занимающихся операциями по коррекции пола, не советует проводить удаление яичек в качестве отдельной операции, если пациентка в дальнейшем планирует проводить феминизирующую вагинопластику. Тем не менее, если кожа мошонки впоследствии будет непригодна для создания вагины, остаётся возможность взятия для этой цели участков кожи с брюшной полости пациентки.